# Temporada 1955-56 de la NBA
La temporada 1955-56 de la NBA fue la décima en la historia de la liga. La temporada finalizó con Philadelphia Warriors como campeones tras ganar a Fort Wayne Pistons por 4-1. 

## Aspectos destacados
- Los Hawks se trasladaron de Milwaukee, Wisconsin a San Luis, Misuri.
- La NBA entregó el premio MVP de la Temporada por primera vez.
- El All-Star Game de la NBA de 1956 se disputó en Rochester, Nueva York, con la victoria del Oeste sobre el Este por 108-94. Bob Pettit, de St. Louis Hawks, fue el vencedor del premio al MVP del partido.

## Clasificaciones
| Equipo                  | V  | D  | %V   | P  |
| ----------------------- | -- | -- | ---- | -- |
| Philadelphia Warriors C | 45 | 27 | .625 | -  |
| Boston Celtics          | 39 | 33 | .542 | 6  |
| Syracuse Nationals      | 35 | 37 | .486 | 10 |
| New York Knicks         | 35 | 37 | .486 | 10 |

| Equipo             | V  | D  | %V   | P |
| ------------------ | -- | -- | ---- | - |
| Fort Wayne Pistons | 37 | 35 | .514 | - |
| Minneapolis Lakers | 33 | 39 | .458 | 4 |
| St. Louis Hawks    | 33 | 39 | .458 | 4 |
| Rochester Royals   | 31 | 41 | .431 | 6 |

* V: Victorias
* D: Derrotas
* %V: Porcentaje de victorias
* P: Partidos de diferencia respecto a la primera posición
* C: Campeón

## Playoffs
|  | Semifinales de División | Semifinales de División | Semifinales de División |   |  | Finales de División | Finales de División | Finales de División |  |  | Finales de la NBA | Finales de la NBA | Finales de la NBA |
|  |                         |                         |                         |   |  |                     |                     |                     |  |  |                   |                   |                   |
|  | E3                      | Syracuse                | 2                       |   |  | E1                  | Philadelphia*       | 3                   |  |  |                   |                   |                   |
|  | E3                      | Syracuse                | 2                       |   |  | E1                  | Philadelphia*       | 3                   |  |  |                   |                   |                   |
|  | E2                      | Boston                  | 1                       |   |  | E3                  | Syracuse            | 2                   |  |  |                   |                   |                   |
|  | E2                      | Boston                  | 1                       |   |  | E3                  | Syracuse            | 2                   |  |  |                   |                   |                   |
|  |                         |                         |                         |   |  | División Este       |                     |                     |  |  |                   |                   |                   |
|  |                         |                         |                         |   |  |                     |                     |                     |  |  |                   |                   |                   |
|  |                         |                         |                         |   |  |                     |                     |                     |  |  | E1                | Philadelphia*     | 4                 |
|  |                         |                         |                         |   |  |                     |                     |                     |  |  | E1                | Philadelphia*     | 4                 |
|  |                         | W1                      | Fort Wayne*             | 1 |  |                     |                     |                     |  |  |                   |                   |                   |
|  |                         |                         |                         |   |  |                     |                     |                     |  |  |                   |                   |                   |
|  |                         |                         |                         |   |  |                     |                     |                     |  |  |                   |                   |                   |
|  |                         |                         |                         |   |  |                     |                     |                     |  |  |                   |                   |                   |
|  | W3                      | St. Louis               | 2                       |   |  | W1                  | Fort Wayne*         | 3                   |  |  |                   |                   |                   |
|  | W3                      | St. Louis               | 2                       |   |  | W1                  | Fort Wayne*         | 3                   |  |  |                   |                   |                   |
|  | W2                      | Minneapolis             | 1                       |   |  | W3                  | St. Louis           | 2                   |  |  |                   |                   |                   |
|  | W2                      | Minneapolis             | 1                       |   |  | W3                  | St. Louis           | 2                   |  |  |                   |                   |                   |
|  |                         |                         |                         |   |  | División Oeste      |                     |                     |  |  |                   |                   |                   |
|  |                         |                         |                         |   |  |                     |                     |                     |  |  |                   |                   |                   |

* Campeón de División

Negrita Ganador de las series

Cursiva Equipo con ventaja de cancha en Finales NBA

## Estadísticas
| Categoría                    | Jugador        | Equipo                | Estadísticas |
| ---------------------------- | -------------- | --------------------- | ------------ |
| Puntos por partido           | Bob Pettit     | St. Louis Hawks       | 25.7         |
| Rebotes por partido          | Maurice Stokes | Rochester Royals      | 16.3         |
| Asistencias por partido      | Bob Cousy      | Boston Celtics        | 8.9          |
| Porcentaje de tiros de campo | Neil Johnston  | Philadelphia Warriors | 45.7         |
| Porcentaje de tiros libres   | Bill Sharman   | Boston Celtics        | 86.7         |

## Premios
- MVP de la Temporada
  -  Bob Pettit (St. Louis Hawks)
- Rookie del Año
  -  Maurice Stokes (Rochester Royals)

| - Mejor Quinteto de la Temporada - Bob Cousy, Boston Celtics - Paul Arizin, Philadelphia Warriors - Neil Johnston, Philadelphia Warriors - Bob Pettit, St. Louis Hawks - Bill Sharman, Boston Celtics | - 2.º Mejor Quinteto de la Temporada - Dolph Schayes, Syracuse Nationals - Maurice Stokes, Rochester Royals - Slater Martin, Minneapolis Lakers - Jack George, Philadelphia Warriors - Clyde Lovellette, Minneapolis Lakers |